# Multilingvism

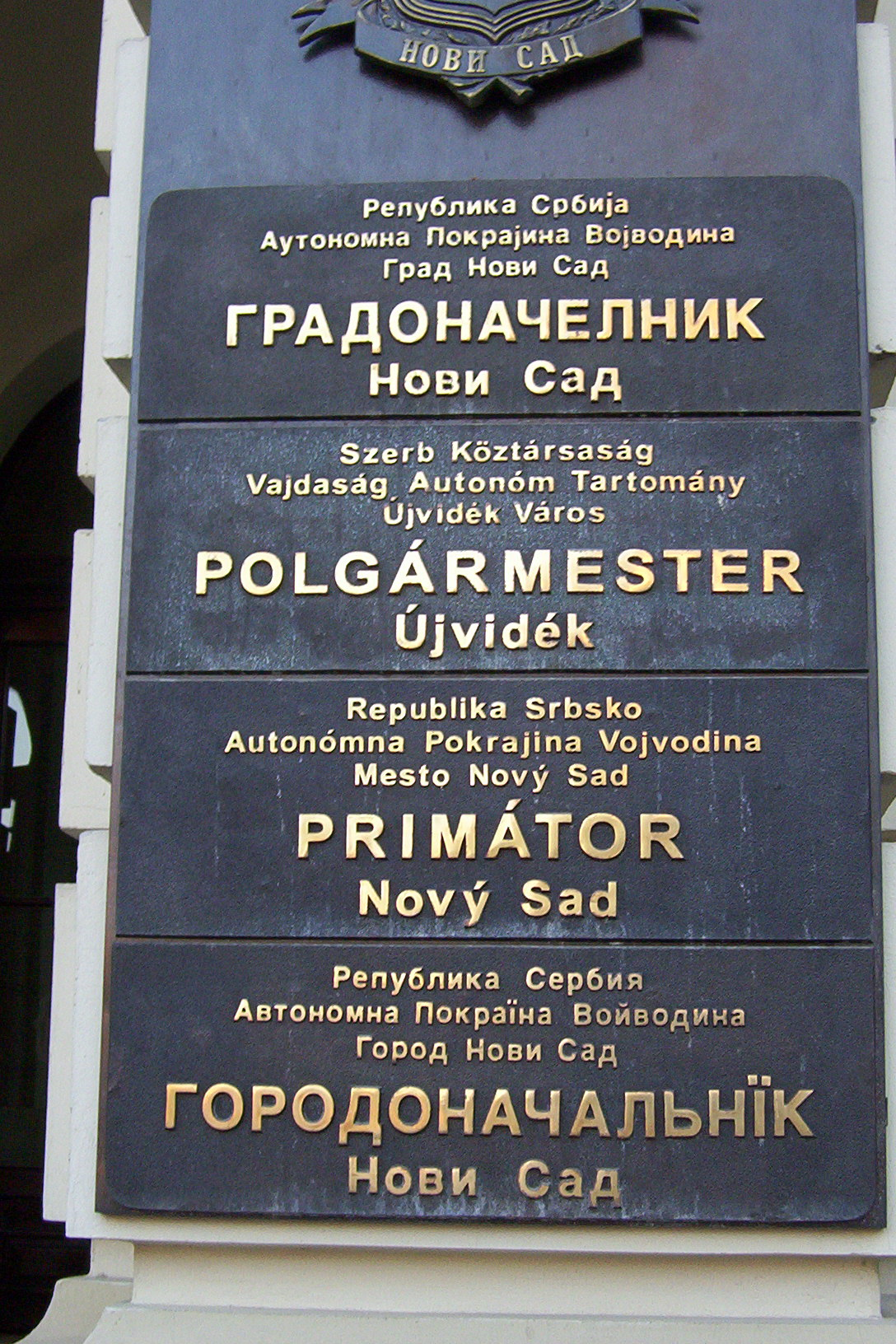
Panou mulgilingvistic al primarului din Novi Sad, folosind cele patru limbi oficiale ale orașului: sârbă, maghiară, slovacă și ruteană panonică.

Multilingvismul este utilizarea a cel puțin două limbi, de către un individ sau de către o comunitate.